# Liste der Kirchengebäude im Dekanat Plauen
Die Liste der Kirchengebäude im Dekanat Plauen enthält römisch-katholische Kirchen des Dekanats im Vogtlandkreis im Bistum Dresden-Meißen.

## Geschichte
Der letzte Bischof des Altbistums Meißen, Johann IX. von Haugwitz, ernannte 1559 Johann Leisentrit zum Diözesanadministrator für die verbliebenen katholischen Gebiete in der Lausitz. Damit war das alte Bistum Meißen in Sachsen (Mark Meißen) untergegangen. Die Reste des ehemaligen Diözesangebiets wurden zur Apostolischen Präfektur der Lausitzen mit Sitz in Bautzen ernannt.
Im Jahr 1921 wurde das neue Bistum Meißen mit Sitz in Bautzen gegründet, 1979/80 erfolgte die Umbenennung in Bistum Dresden-Meißen und die Verlegung des Bischofssitzes nach Dresden.

## Liste der Kirchengebäude
Die Liste enthält die römisch-katholischen Pfarrkirchen im Dekanat Plauen und die jeweils zugeordneten Filialkirchen bzw. Kapellen. Die Zahl der Katholiken im Dekanat beträgt 5630 (Stand 2016).

Erläuterungen zum Status: P = Pfarrkirche, F = Filialkirche, K = Kapelle
| Bild | Kirche                                                                                | Ort/Lage                                 | Status | Anmerkungen |
| ---- | ------------------------------------------------------------------------------------- | ---------------------------------------- | ------ | --- |
|      | St. Joseph Adorf                                                                      | Adorf (Lage)                             | P      | geweiht 9. November 1902 |
|      | St. Walburga Bad Brambach (jetzt Filialkirche von St. Joseph Adorf)                   | Bad Brambach (Lage)                      | F      | geweiht 23. Juni 1935, am 26. Juli 2018 aufgehoben/profaniert |
|      | St. Elisabeth Bad Elster (jetzt Filialkirche von St. Joseph Adorf)                    | Bad Elster (Lage)                        | F      | geweiht 13. Mai 1913 |
|      | Theresia vom Kinde Jesu Markneukirchen (jetzt Filialkirche von St. Joseph Adorf)      | Markneukirchen (Lage)                    | F      | geweiht 21. November 1926 |
|      | Hl. Kreuz Auerbach                                                                    | Auerbach (Lage)                          | P      | geweiht Oktober 1914 |
|      | Kapelle St. Petrus Canisius Rodewisch                                                 | Rodewisch (Lage)                         | K      | |
|      | Heilige Familie Falkenstein                                                           | Falkenstein (Lage)                       | P      | erbaut 1928 |
|      | Maria, Rosenkranzkönigin Klingenthal (jetzt Filialkirche von Hl. Familie Falkenstein) | Klingenthal (Lage)                       | F      | geweiht 18. November 1906 |
|      | Herz Jesu Plauen/Vogtl.                                                               | Plauen (Lage)                            | P      | erbaut 1901/02 nach Plänen von Julius Zeißig als dreischiffige Basilika im Stil des Historismus Neugründung der Pfarrei Herz Jesu Plauen am 17. November 2019 (aus den bisherigen Pfarreien St. Joseph Adorf/Vogtland, Herz Jesu Plauen/Vogtland) |
|      | St. Karl Borromäus Oelsnitz/Vogtl. (jetzt Filialkirche von Herz Jesu Plauen)          | Oelsnitz/Vogtl. (Lage)                   | F      | |
|      | Kapelle St. Ulrich Weischlitz (jetzt Kapelle zur Kirche Herz Jesu Plauen)             | Weischlitz (Lage)                        | K      | geweiht 13. September 1931 |
|      | Kapelle St. Georg Mühltroff (jetzt Kapelle zur Kirche Herz Jesu Plauen)               | Mühltroff, OT von Pausa-Mühltroff (Lage) | K      | Schlosskapelle Mühltroff |
|      | Mariä Himmelfahrt Reichenbach                                                         | Reichenbach (Lage)                       | P      | Pfarrei St. Marien seit 1904, Kirche am 13. August 1927 geweiht |
|      | St. Heinrich Lengenfeld (jetzt Filialkirche von Mariä Himmelfahrt Reichenbach)        | Lengenfeld (Lage)                        | F      | geweiht 20. Dezember 1992 |
|      | St. Joseph Netzschkau (jetzt Filialkirche von Mariä Himmelfahrt Reichenbach)          | Netzschkau (Lage)                        | F      | geweiht 15. Juni 1991 |